# کاروانسرای لرد میری
کاروانسرای لرد میری مربوط به دوره قاجار است و در شهرستان لارستان، بخش اوز، شهر اوز، میدان دانش، خیابان طاهری، کوچه لرد میری واقع شده و این اثر در تاریخ ۱۵ دی ۱۳۸۷ با شمارهٔ ثبت ۲۴۱۸۶ به‌عنوان یکی از آثار ملی ایران به ثبت رسیده است.